# Beneng
Beneng est un village du Cameroun situé dans la région du Nord-Ouest, le département du Menchum, l'arrondissement de Menchum Valley et la commune de Benakuma, à proximité de la frontière avec le Nigeria.

## Localisation
Beneng est localisé à 6° 32' 09 N et 9° 53' 45 E à environ 73 km de distance de Bamenda, le chef lieu de la Région du Nord-Ouest et à 347 km de Yaoundé la capitale du Cameroun.

## Population
Lors du recensement de 2005, on y a dénombré 1 070 personnes dont 540 hommes et 530 femmes.

## Éducation
Il y a une école publique GS Beneng.